# سنگستان (ساوه)
سنگستان (ساوه)، روستایی از توابع بخش نوبران شهرستان ساوه در استان مرکزی ایران است.

## جمعیت
این روستا در دهستان کوهپایه قرار دارد و براساس سرشماری مرکز آمار ایران در سال ۱۳۹۵، جمعیت آن ۸۶ نفر (۱۸خانوار) بوده‌است.